# Prêmio Abril de Jornalismo
Prêmio Abril de Jornalismo foi uma premiação organizada pela editora Abril para homenagear os profissionais de suas diversas publicações, com categorias voltadas para reportagens, capas de revista, arte, foto, entre outras.
O prêmio surgiu em 1977, a partir de uma ideia do jornalista Thomaz Souto Corrêa (que, anos depois, tornou-se vice-presidente do Conselho Editorial do Grupo Abril). A intenção era principalmente valorizar e reconhecer trabalhos que na época não eram contemplados por prêmios, como reportagens sobre moda e culinária, além das artes gráficas. A proposta foi aprovada por Roberto e Victor Civita, donos da editora, que definiram que o prêmio contemplaria todas as publicações da Abril, por muitas décadas a maior editora brasileira.
Entre os mais importantes trabalhos premiados, estão a edição da revista Veja de agosto de 1976 sobre a morte de Juscelino Kubitschek (que foi colocada à venda em apenas 48 horas após a morte do ex-presidente, um feito para a época) e a edição extra da mesma revista de 30 de setembro de 1992 sobre o impeachment do presidente Collor. Além disso, mais de mil profissionais foram contemplados com vários prêmios, entre eles a jornalista Dorrit Harazim (com 13 premiações), o fotógrafo Pedro Martinelli (12) e os jornalistas Tales Alvarenga (11) e Augusto Nunes (10).
Com a crise financeira da editora Abril no final dos anos 2010, que levou a um pedido de recuperação judicial em 2018, assim como à demissão de diversos profissionais e fechamento de títulos, o Prêmio Abril de Jornalismo não foi mais realizado a partir de 2018.

## Categorias
Diversas categorias foram criadas e extintas durante os mais de 40 anos do Prêmio Abril de Jornalismo. Na sua última edição, em 2017, foram premiadas as seguintes categorias: 
- Capa
- Relançamento
- Blog
- Abre de matéria
- Facebook
- Reportagem de capa
- Foto
- Infografia
- Girl power
- Vídeo - formato inovador
- Videorreportagem investigativa
- Instagram
- Livro
- Editorial de moda
- Edição e pós-produção de vídeos
- Edição especial
- Reportagem
- Evento
- Videorreportagem
- Aberturas de matérias
- Prêmio Roberto Civita (dado ao profissional cuja trajetória e cujas realizações no ano anterior tenham sido de maior expressão na editora Abril[9])